# 撒哈里中學
撒哈里中學（英語：Sa-hali Secondary School）是一個位於加拿大英屬哥倫比亞省湯普森-尼古拉地區湯普森鄉甘露市下撒哈里的一個公立中等學校。此校屬於甘露/湯普森學區，提供社會學、英語、數學、體育、商業學、美術和特殊教育。

## 資料來源
1. ↑   (PDF).   [2022-03-09]. （原始内容存档 (PDF)于2015-09-23）.
2. ↑  .   [2022-03-09]. （原始内容存档于2018-10-10）.